# Aleiodes bucculentus
Aleiodes bucculentus is een insect dat behoort tot de orde vliesvleugeligen (Hymenoptera) en de familie van de schildwespen (Braconidae). De wetenschappelijke naam van de soort werd voor het eerst geldig gepubliceerd door Marsh & Shaw in 2001.